# Juan Rodolfo Marín
Juan Rodolfo Marín Marín (Coquimbo, 1909-Santiago, 10 de abril de 1967) fue un periodista y político chileno. Estuvo casado con Ilda Arqueros Espinoza, con quien tuvo un hijo (Juan Gutenberg).

## Trayectoria política y comunicacional
Se inició en el periodismo al ingresar al diario coquimbano El Progreso. El 2 de junio de 1942 fundó el periódico El Regional, del cual se mantuvo como director hasta 1952 cuando fue sucedido por Víctor Medina Díaz.
Militó en el Partido Agrario Laborista, y fue elegido regidor de la Municipalidad de Coquimbo por dicho partido en las elecciones municipales de 1950. Renunció a dicho cargo en 1952 al ser nombrado gobernador del Departamento de Coquimbo por el recién electo presidente Carlos Ibáñez del Campo, desempeñándose en dicho puesto desde el 8 de diciembre de 1952 hasta el 4 de noviembre de 1958.
En 1963 fue galardonado con el Premio Nacional de Periodismo, con mención en Crónica. Al año siguiente la Municipalidad de Coquimbo lo nombró Hijo Ilustre y en septiembre del mismo año publicó el texto "Historia de la Pampilla" que cuenta el desarrollo cronológico de dicho recinto coquimbano.
Falleció en el Hospital San Juan de Dios de Santiago de Chile el 10 de abril de 1967.

## Historial electoral

### Elecciones municipales de 1950
- Elecciones municipales de 1950, Coquimbo[7]

| Candidato                    | Partido                    | Votos | %      | Resultado |
| ---------------------------- | -------------------------- | ----- | ------ | --------- |
| Lista 1                      |                            |       |        |           |
| Eduardo Alen Pena            | PR                         | 626   | 17,88% | Regidor   |
| Jorge Rodríguez Polanco      | PL                         | 505   | 14,43% | Regidor   |
| Julio Mercado Illanes        | PR                         | 495   | 14,14% | Regidor   |
| Tomás Peña Fernández         | PSP                        | 477   | 13,63% | Regidor   |
| César Nieme Apey             | PR                         | 411   | 11,74% | Regidor   |
| Mercedes Yaeger Bravo        | PCSC                       | 208   | 5,94%  |           |
| Norman Miranda Miranda       | FN                         | 162   | 4,63%  | Regidor   |
| Votos lista                  | Votos lista                | 27    | 0,77%  |           |
| Total Lista 1                | Total Lista 1              | 2911  | 83,17% |           |
| Lista 2                      |                            |       |        |           |
| Florencio Rojas Ramírez      | PDo                        | 12    | 0,34%  |           |
| Luis Bermontt Guerrero       | PDo                        | 8     | 0,23%  |           |
| Carlos Esquivel Milla        | PDo                        | 1     | 0,03%  |           |
| Oscar Gálvez González        | PDo                        | 0     | 0,00%  |           |
| Angel Custodio Molina Molina | PDo                        | 0     | 0,00%  |           |
| Juan Ruiz Castro             | PDo                        | 0     | 0,00%  |           |
| Manuel Díaz Rocco            | PDo                        | 0     | 0,00%  |           |
| Votos lista                  | Votos lista                | 15    | 0,43%  |           |
| Total Lista 2                | Total Lista 2              | 36    | 1,03%  |           |
| Lista 3                      |                            |       |        |           |
| Juan Rodolfo Marín Marín     | PAL                        | 393   | 11,23% | Regidor   |
| Pablo Segundo Tabilo Elgueta | PAL                        | 83    | 2,37%  |           |
| José Reinaldo Álvarez Cunoz  | PAL                        | 40    | 1,14%  |           |
| Daniel Toro Rojas            | PAL                        | 16    | 0,46%  |           |
| Manuel Gallardo Díaz         | PAL                        | 11    | 0,31%  |           |
| Adelaida Ávalos Muñoz        | PAL                        | 3     | 0,08%  |           |
| Votos lista                  | Votos lista                | 7     | 0,20%  |           |
| Total Lista 3                | Total Lista 3              | 553   | 15,80% |           |
| Votos válidamente emitidos   | Votos válidamente emitidos | 3500  |        |           |